# Jean Noël Destréhan

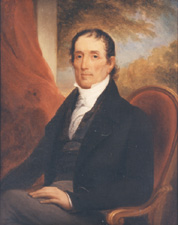
Jean N. Destréhan

Jean Noël Destréhan (* 1754 in New Orleans; † 8. Oktober 1823 bei Destrehan, Louisiana) war ein US-amerikanischer Politiker. Er war einer der beiden ersten US-Senatoren aus dem Bundesstaat Louisiana, nahm sein Mandat aber niemals offiziell wahr.
Seine Eltern, Jean Baptiste d'Estrehan und Jeanne Catherine de Gauvret (1729–1773) zogen mit Jean Noel Destréhan nach Frankreich, wo er seine Ausbildung erhielt. Er kehrte 1771 nach Louisiana zurück, zu diesem Zeitpunkt eine zweigeteilte Kolonie Spaniens und Großbritanniens. Dort heiratete er 1786 Marie Claudine Eléonore Robin de Logny und erwarb 1792 eine Plantage im St. Charles Parish, die später Destréhan Plantation genannt wurde. Sie ist heute als Kulturdenkmal im National Register of Historic Places aufgeführt.
Destréhan kam als Kaufmann und Pflanzer zu einigem Wohlstand. So gewann er auch politischen Einfluss und wurde Mitglied in der Legislative des Louisiana-Territoriums, dem Legislative council, als dessen Präsident er 1806 und 1811 fungierte. Der Aufnahme des Territoriums in die Vereinigten Staaten stand er kritisch gegenüber; gleichwohl nahm er am Verfassungskonvent teil und half, die Verfassung des neuen Bundesstaates zu entwerfen.
Nach dem Beitritt zur Union wurde Destréhan von der Staatslegislative zu einem der beiden ersten US-Senatoren Louisianas gewählt; zweiter Vertreter des Staates war Allan B. Magruder. Seine Amtszeit begann am 3. September 1812, doch er trat schon am 1. Oktober desselben Jahres zurück, ohne offiziell in den Senat aufgenommen worden zu sein. Er blieb politisch tätig und gehörte von 1812 bis 1817 dem Senat von Louisiana an.
Er widmete sich in erster Linie seiner Zuckerplantage. Dort führte er eine strenge Herrschaft über seine Sklaven, die im Jahr 1811 gegen die brutalen Methoden rebellierten und sich am Sklavenaufstand an der German Coast beteiligten, der größten Sklavenrevolte in der amerikanischen Geschichte. Nach der Niederschlagung der Revolte wurden 18 Sklaven bei einem Tribunal auf der Destréhan Plantation zum Tode verurteilt.
Die Stadt Destrehan im St. Charles Parish ist nach Jean Noel Destréhan benannt.